# Жаберные крышки

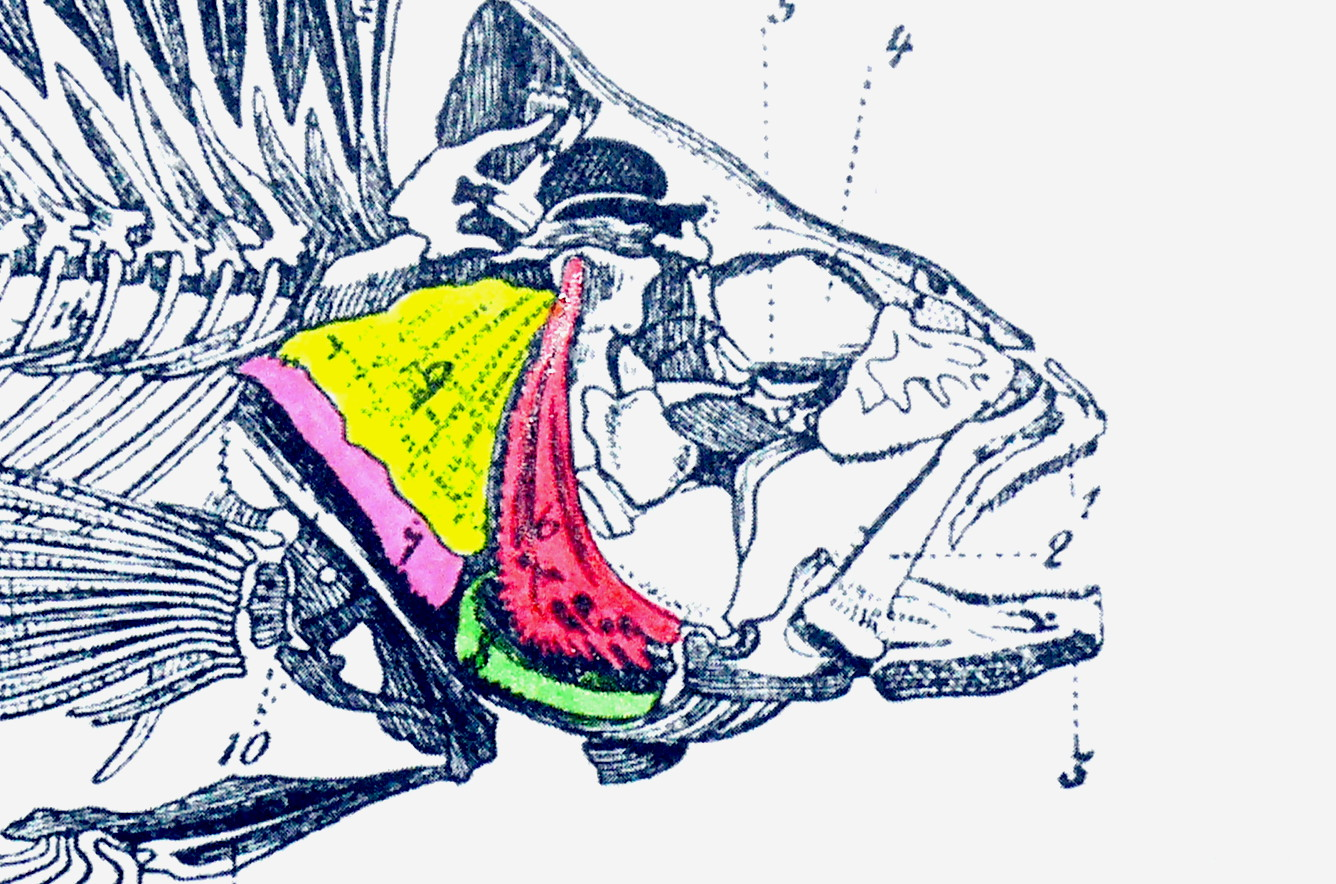
Кости жаберной крышки костистой рыбы:
красная — предкрышечная,
жёлтая — крышечная,
зелёная — межкрышечная,
розовая — подкрышечная

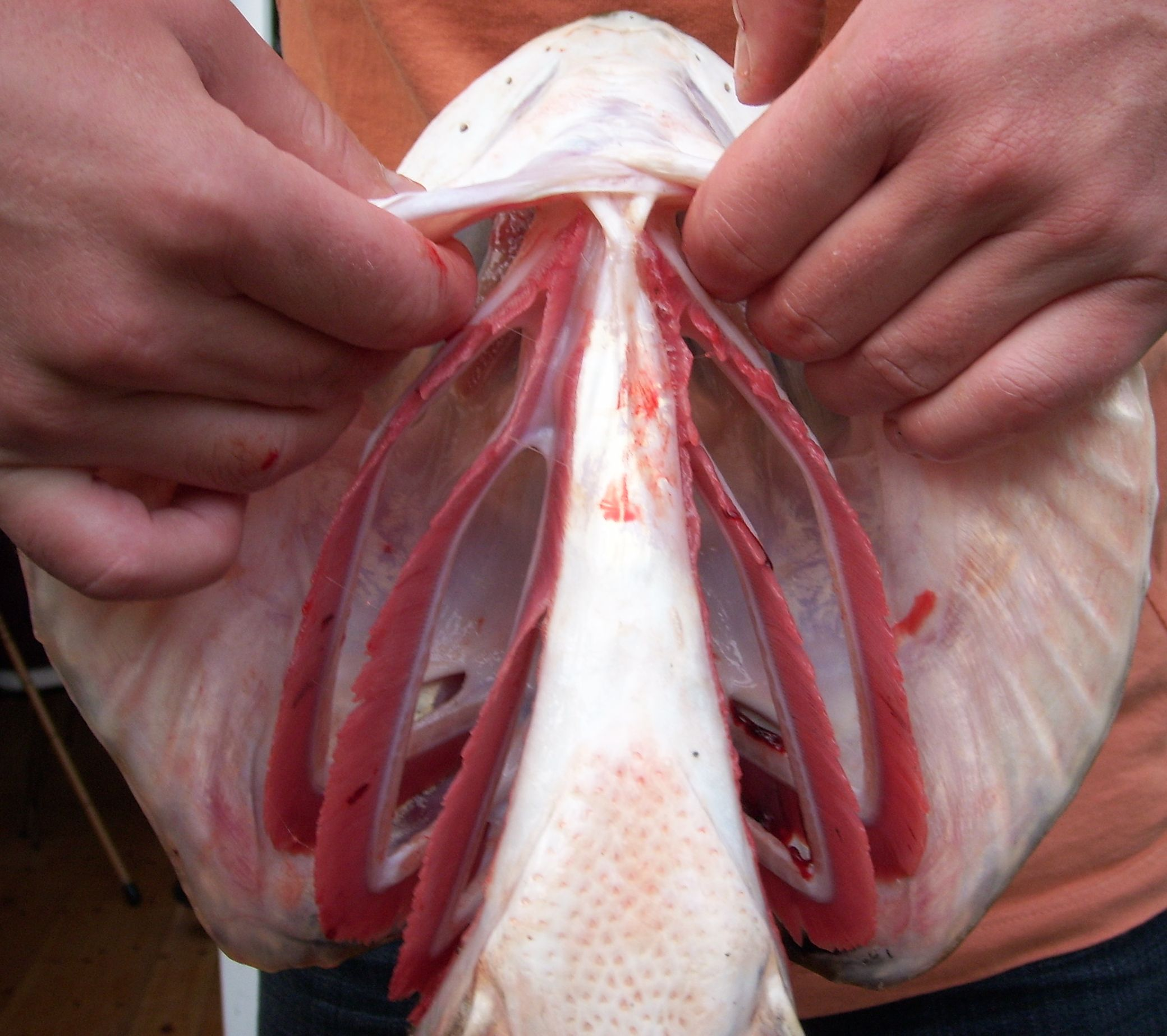
Щука (Esox lucius). Жаберные крышки отведены, видны жаберные дуги.

Жа́берная кры́шка (оперкулюм, оперкулум; лат. Operculum — «крышка») — плоское кожное образование у большинства рыб (за исключением акул и скатов), а также у личинок земноводных (головастиков), снаружи прикрывающее жаберные щели и ограничивающее жаберную полость — пространство, расположенное между жабрами и внутренней поверхностью жаберной крышки. В большинстве случаев принимает активное участие в акте дыхания: при её поднятии создаётся понижение давления в жаберной полости, и туда через жаберный аппарат поступает вода из ротовой и глоточной полости. У костных рыб жаберные крышки содержат кости; иногда на них есть годичные кольца, и это даёт возможность определить возраст рыбы.

## Строение и функция
Жаберные крышки костных рыб, прикрывающие жаберные полости и принимающие участие в акте дыхания, состоят из нескольких (чаще четырёх) костей: предкрышечной (лат. praeoperculum), крышечной (operculum), подкрышечной (suboperculum) и межкрышечной (interoperculum). Следовательно, укреплённая тонкими костными слоями подвижная жаберная крышка не только прикрывает и защищает жабры, но и участвует в работе вентиляционного механизма: способна закрываться, плотно прижимаясь к телу рыбы, или открываться, регулируя поступление воды внутрь через жаберную полость и выход её наружу. В процессе вдоха ротовая полость расширяется, давление в ней снижается и через ротовое отверстие захватывается порция воды. При этом под напором жидкости извне жаберная крышка прижимается к телу рыбы, препятствуя поступлению воды со стороны жаберной полости. В это время происходит сокращение мышц жаберной крышки, что ведёт к расширению жаберной полости и созданию в ней разрежения. Вода, проходя над жабрами, поступает из ротовой полости в жаберную благодаря создавшейся разнице давлений. Таким образом, создаётся непрерывный ток жидкости через жабры и газообмен продолжается даже тогда, когда рыба захватывает в рот новые порции воды. Процесс выдоха начинается закрытием ротового отверстия и одновременным поднятием дна ротовой полости — жидкость выдавливается сквозь жаберные щели в жаберную полость и, пройдя над жабрами, выбрасывается наружу у заднего края подвижной жаберной крышки, открываемой напором воды. Таким образом согласованные действия мышц ротовой полости и жаберной крышки позволяют осуществлять практически непрерывный поток воды сквозь жабры, поддерживая в непосредственной близости от их поверхности высокую концентрацию кислорода и низкую углекислого газа.